# Evergestis osthelderi
Evergestis osthelderi is een vlinder uit de familie van de grasmotten (Crambidae), uit de onderfamilie van de Glaphyriinae. De wetenschappelijke naam van deze soort is voor het eerst gepubliceerd in 1932 door Karl Schawerda.
De soort komt voor in Turkije (Taurusgebergte).